# 谷口悠
谷口 悠（たにぐち ゆう、2月6日 - ）は、日本の元男性声優、俳優。山口県出身。

## 人物
以前は劇団ヘロヘロQカムパニー、Zynchroに所属していた。
声種はハイバリトン。
2015年7月16日に入江玲於奈、西山宏太朗と共に、大井町クリームソーダを発足し3号として活動中。メンバーである入江玲於奈とはかつて同居をしていた。
2025年6月30日をもって声優業を引退、それに伴いZynchroの退所も発表した。

## 出演
太字はメインキャラクター。

### テレビアニメ
- ジビエート（2020年、隊員、兵、ロバート）
- ツキウタ。 THE ANIMATION2（2020年、レポーター、生徒C、AD、MC、秋野昌弘 他）
- リアデイルの大地にて（2022年、ライル、傭兵団員B、ケルベロス 中首、ケイリナの騎士B、小舟の乗員 他）
- 史上最強の大魔王、村人Aに転生する（2022年、男子生徒）
- ゴールデンカムイ（2023年、飴売り）
- FAIRY TAIL 100年クエスト（2024年、ネバル）

### 劇場アニメ
- 劇場版 イナズマイレブン 新たなる英雄たちの序章（2024年、陣内伍兵）

### Webアニメ
- SAND LAND: THE SERIES（2024年、フォレストランド王国軍兵士）

### ゲーム
- 戦場のウエディング（2014年、水着戦士ターニー）
- コール オブ デューティ ヴァンガード（2021年、ルーカス・リグス）
- ドラゴンアウェイクン（2021年、天災の君主）
- タクティクスオウガ リボーン（2022年、ジュヌーン・アパタイザ）
- ファイアーエムブレム エンゲージ（2023年、ゼルコバ[4]）
- 六本木サディスティックナイト（2023年、主人公[5]）

### 吹き替え

#### 映画
- WOODLAWN（牧師）
- ヴィジョン/暗闇の来訪者（ベン）
- オーヴァーロード（2019年、モートン・チェイス） - ワーナー・ブラザース版
- KAWASAKIアーツ「愛さえあれば」（パトリック）
- 禁じられた遊び（2020年、フランシス・グアール〈アメディー〉[6]）※N.E.M版
- ローマ発、しあわせ行き（タイラー）

#### ドラマ
- クワンティコ/FBIアカデミーの真実（ブランドン）
- 13の理由（トニー・ディーラ〈クリスチャン・ナバロ〉）※Netflixオリジナルドラマ
- ナイト・マネジャー（フレディ・ハミド）

#### アニメ
- バーニーの世界（メルのパパ）

### オーディオドラマ
- 六本木サディスティックナイト（2021年、主人公[7]）

### デジタルコミック
- やらしい裏アカくんはさみしがり（2022年、社長、アナウンサー、男性3、男性ファン3[8]）

### 舞台
2012年
- 怪し会・伍（8月23日 - 26日）

2013年
- 怪し会・茜（11月9日 - 10日）

2014年
- MOSH06 「悪い奴ほどよく眠る」（1月28日 - 2月2日）
- 劇団ヘロヘロQカムパニー第29回公演 「トンボイ!!」（3月13日 - 18日）
- MOSH007 「私を愛したスパイ」（5月20日 - 25日）
- Summer's Rain「雨の中の紫陽花」（6月25日 - 30日）
- 怪し会・漆（8月28日 - 31日）

2015年
- 新選組恋歌（7月2日 - 3日）
- 怪し会・八雲（8月27日 - 30日）
- 大井町クリームソーダ presentsオムニバスストーリー「天使のお仕事」（10月18日 - 19日）

2016年
- 大井町クリームソーダ presentsオムニバスストーリー「ワンルーム★ワンダフル」（6月11日 - 12日）
- 怪し会・黒（7月28日 - 31日）
- 大井町クリームソーダPresents VOL.5"STORY!" 「サイバーパンク・ラブストーリー」（12月10日 - 11日）

2018年
- 怪し会 拾（2018年3月28日 - 4月2日、もっとい不動 密蔵院）

### イベント
- 聖クロノワ学院 男子メイド部（2015年7月30日） ゲストメイド
- 原宿アルタ夏祭り（2015年8月15日） MC
- 大井町クリームソーダ presents vol.2 “TALK!”「悪魔のお休み」（2016年1月23日）
- 大井町クリームソーダ presents vol.4 “TALK!”「おしゃべりの部屋」（2016年8月13日）
- 大井町クリームソーダのシュワシュワオーバーフロー公開録音（9月11日）

### ラジオ
※はインターネット配信。
- 智一・美樹のラジオビッグバン（2012年、文化放送）第11期BGP
- 大井町クリームソーダのシュワシュワオーバーフロー（2015年 - 2017年、アニメイトTV※）
- アステリズム制作委員会 アステカ！（2016年 - 、ニコニコ動画※）
- 大井町クリームソーダのシュワシュワオーバーフロー・エコータイム（2017年 - 、HiBiKi Radio Station※）